# Paws
Paws es una película independiente australiana de 1997 que fue estrenada el 25 de septiembre de 1997 en Australia y filmada en Sídney, Nueva Gales del Sur.

## Argumento
La película está protagonizada por el guitarrista de 15 años Nathan Cavaleri. Tiene aventuras con un robot-perro Jack Russell Terrier que habla (doblado por el comediante Billy Connolly). El perro está alfabetizado, las habilidades las adquirió de su viejo amo, que creó un programa informático que traduce sus palabras al inglés, con Zac diseñó posteriormente una versión portátil que se puede 'ocultar' en una pajarita y la pareja debe hacer una parada antes de que un disco valioso caiga en malas manos.

## Reparto
- Billy Connolly como Voz del PC.
- Nathan Cavaleri como Zac.
- Emilie François como Samantha.
- Sandy Gore como Anja.
- Joe Petruzzi como Stephen.
- Caroline Gillmer como Susie.
- Rachael Blake como Amy.
- Norman Kaye como Alex.
- Freyja Meere como Binky.
- Kevin Golsby como Comentador.
- Rebel Penfold-Russell como Carla.
- Alyssa-Jane Cook como Trish.
- Daniel Kellie como Puck.
- Matthew Krok como Bottom.
- Gezelle Byrnes como Agnes.
- Richard Carter como el Dueño del Café.
- Ben Connolly como Billy.
- Charles Conway como Sacaerdote.
- Julie Godfrey como Hermana Deidre.
- Denni Gordon como peinadora de perros.
- Heath Ledger como Oberon.
- David Nettheim como Rabbi.
- Gulliver Page como Fan Operator.
- Nick White como el Padre de Zac.

- Datos: Q3050175